# ジャック・ライト
ジャック・ライト（Jack Wright、1999年8月7日 - ）は、ジャパンラグビーリーグワン静岡ブルーレヴズに所属するラグビー選手。

## プロフィール
- オーストラリア出身[1]。
- ポジションはロック(LO)。
- 身長 202 cm、体重 115 kg

## 略歴
タガーアノン・ヴァイキングズ、ブランビーズを経て、2023年、静岡ブルーレヴズに加入。
2024年4月6日に行われたJAPAN RUGBY LEAGUE ONE第12節カンファレンスA三重ヒート戦にて途中出場でリーグワン公式戦初出場を果たした。